# Cold Springs (Oregon)
Cold Springs az Amerikai Egyesült Államok Oregon államának Umatilla megyéjében elhelyezkedő önkormányzat nélküli település.

## Története
Egykor érintette az Oregon Railroad and Navigation Company vasútvonala.
Az azonos nevű medence, víztározó és szurdok nevüket vélhetően egy forrásvízről kapták. A vasútállomástól 45 kilométerre északkeletre fekvő posta 1880 és 1883 között működött. A víztározó az 1900-as években az Umatilla folyó elterelésével jött létre.

## Fordítás
- Ez a szócikk részben vagy egészben  a   Cold Springs, Oregon című angol Wikipédia-szócikk ezen változatának fordításán alapul.  Az eredeti cikk szerkesztőit annak laptörténete sorolja fel. Ez a jelzés csupán a megfogalmazás eredetét és a szerzői jogokat jelzi, nem szolgál a cikkben szereplő információk forrásmegjelöléseként.